# 劉伯驥
劉伯驥（1908年—1983年2月25日），字孔芹，號石濤。廣東省台山縣四九鎮車郎人。民國39年（1950年）在僑居國外國民第一區遞補當選第一屆立法委員。

## 生平[3][4][5]
- 幼入村塾，課餘習中醫。臺山縣教員養成所畢業後，在鄉任小學教員。其後考入廣東法科學院預科。全國中醫檢定考試合格，獲開業證書
- 國立中山大學教育學學士，美國士丹佛大學敎育碩士，美洲《國民日報》總編輯凡七年，曾任中山大學助敎，廣州市立第一中學敎務主任，《靑年中國》季刊編輯，廣州《更生評論》旬刊總編輯，《廣州日報》主筆，劉君積學之士也，學貫中西，精研史籍，曾著有《廣東書院制度》，《中國六藝》及其他歷史考據長短專論甚多
- 美洲龍岡總公所主席
- 中國國民黨駐美總支部常務委員
- 世界龍岡總會名譽會長
- 1983年2月25日，逝世於三藩市。終年75歲[6]